# Hudenje
Hudenje – wieś w Słowenii, w gminie Škocjan. W 2018 roku liczyła 55 mieszkańców.